# Sielsowiet Redygierowo
Sielsowiet Redygierowo (biał. Рыдзігераўскі сельсавет; ros. Редигеровский сельсовет) – sielsowiet na Białorusi, w obwodzie brzeskim, w rejonie łuninieckim, z siedzibą w Redygierowie.
Według spisu z 2009 sielsowiet Redygierowo zamieszkiwało 1243 osób, w tym 1210 Białorusinów (97,35%), 21 Rosjan (1,69%), 5 Ukraińców (0,40%), 3 Polaków (0,24%), 1 osoba z dwoma lub więcej narodowościami i 3 osoby, które nie podały żadnej narodowości.

## Miejscowości
- agromiasteczko:
  - Redygierowo
- wsie:
  - Czerebasowo
  - Florowo
  - Monasiejewo